# Sant'Agostino (métro de Milan)
Pour les articles homonymes, voir Sant'Agostino (homonymie).
Sant'Agostino est une station de la ligne 2 du métro de Milan, située à Milan. Elle porte le nom de saint Augustin, Sant'Agostino en italien, étant située piazza Sant'Agostino.